# Chilo
Chilo é um gênero de mariposa pertencente à família Crambidae.

## Distribuição
As espécies do gênero se encontram distribuídas na Europa, África Austral, Oriente Médio, Extremo Oriente da Ásia, e por toda a Austrália, exceto na região sul.

## Espécies
- Chilo agamemnon Bleszynski, 1962
- Chilo argyrogramma Hampson, 1919
- Chilo auricilius Dudgeon, 1905
- Chilo christophi Bleszynski, 1965
- Chilo crypsimetalla (Turner, 1911)
- Chilo demotellus Walker, 1866
- Chilo erianthalis Capps, 1963
- Chilo hexhex (Dyar, 1925)
- Chilo hyrax Bleszynski, 1965
- Chilo infuscatellus Snellen, 1890
- Chilo izouensis Okano, 1962
- Chilo luteellus (Motschulsky 1866)
- Chilo partellus (Swinhoe, 1885)
- Chilo phragmitella (Hübner, 1805)
- Chilo plejadellus Zincken, 1821
- Chilo pulverosellus Ragonot 1895
- Chilo suppressalis (Walker, 1860)